# Pohřebiště polských panovníků

Základní podoba erbu polských králů

Velký znak Polsko-litevské unie

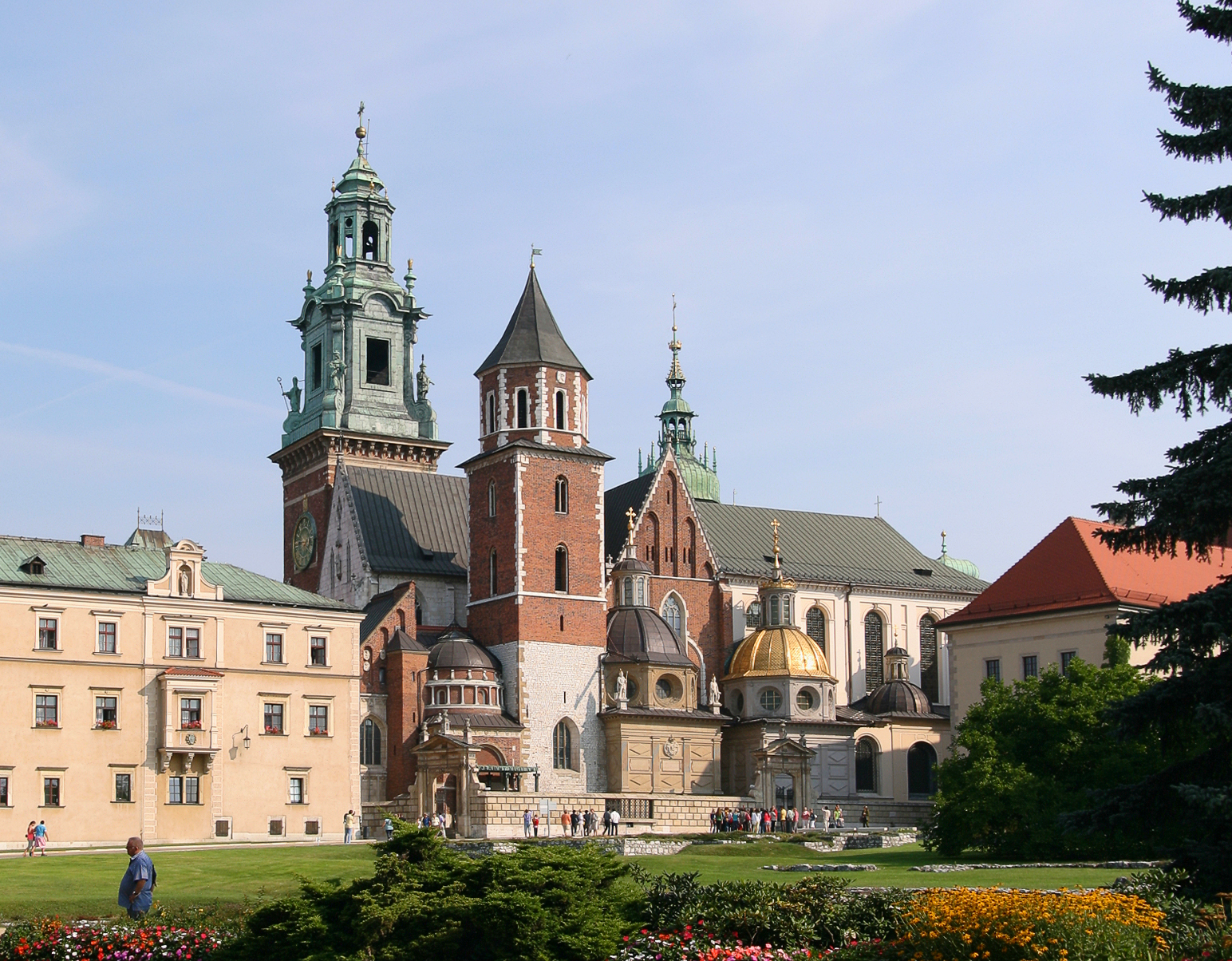
Katedrála na Wawelu v Krakově

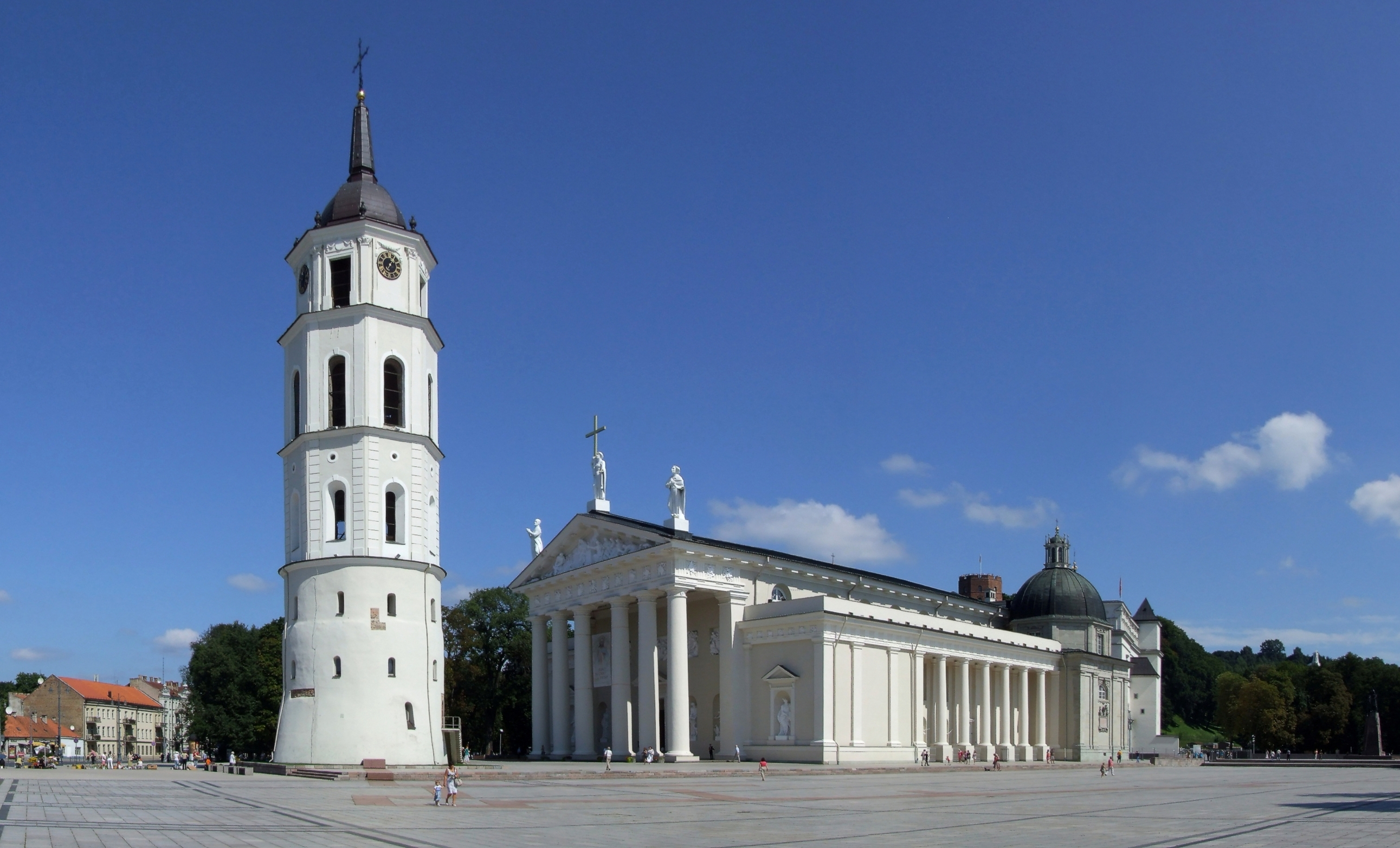
Katedrála svatého Stanislava ve Vilniusu

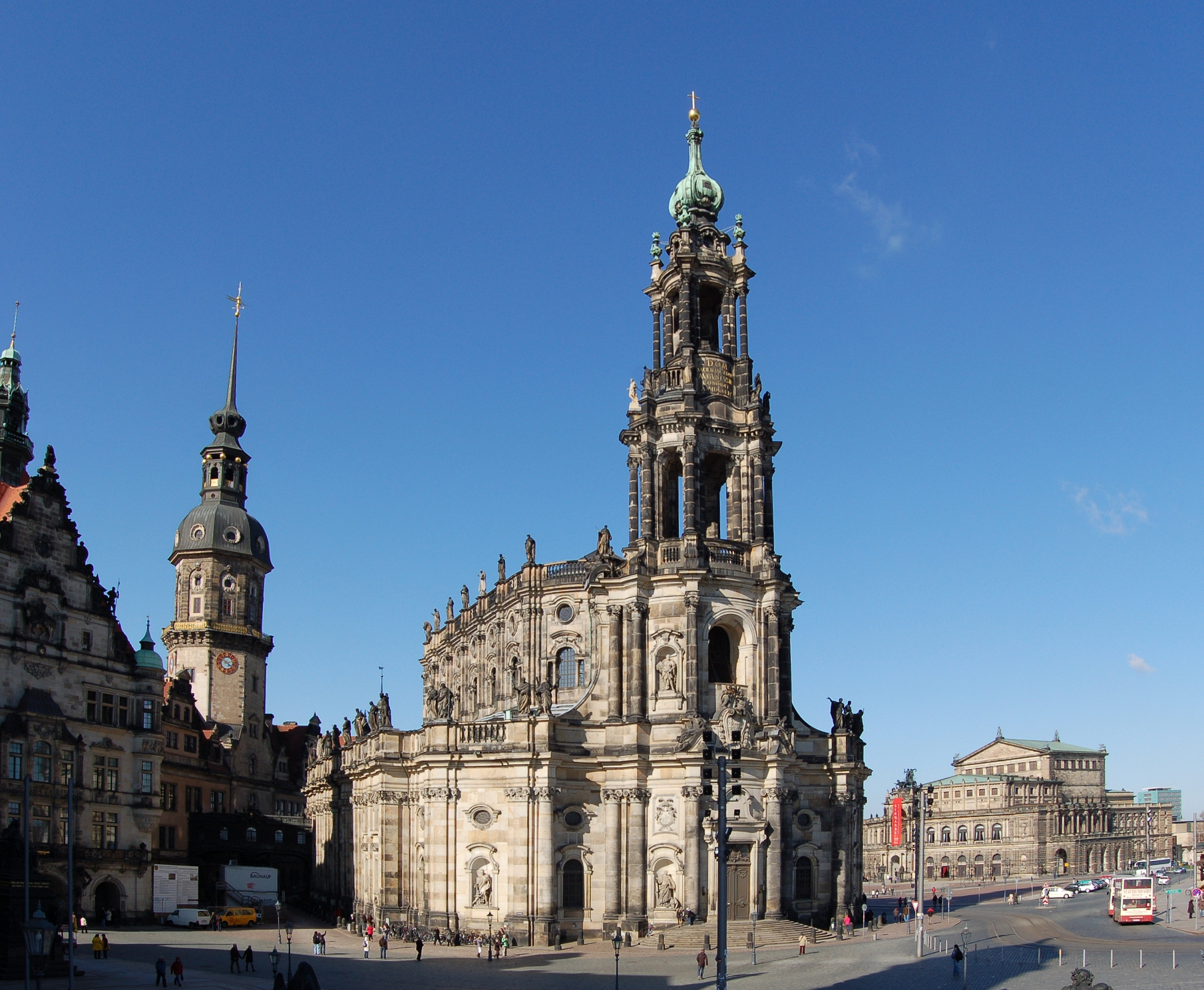
Katedrála Nejsvětější Trojice ve Drážďanech

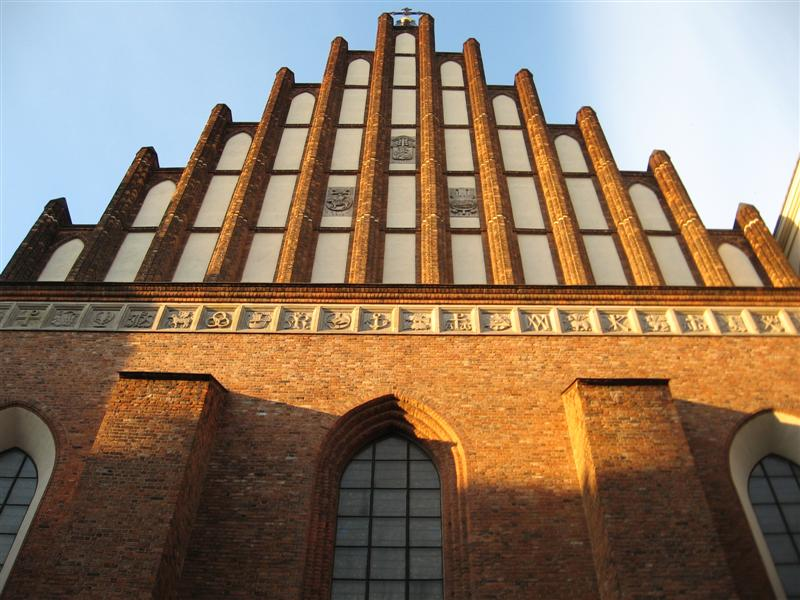
Katedrála svatého Jana Křtitele ve Varšavě

Toto je seznam pohřebišť panovníků Polského království, které existovalo v letech 1000 až 1795. (V letech 1300-1306 byli polskými panovníky také čeští králové Václav II. a Václav III.) Ačkoli bylo Polsko v období let 1569 až 1795 šlechtickou republikou (volená monarchie) pod žezlem různých dynastií z Polska, Švédska, Saska a Francie, byla většina panovníků pochována ve Wawelské katedrále v Krakově.
| Jméno                                | doba života | místo pohřbení |
| ------------------------------------ | ----------- | --- |
| král Vladislav I.                    | 1260–1333   | katedrála na Wawelu v Krakově |
| Hedvika Kališská                     | 1266–1339   | Klášter klarisek ve Starém Sączi                                                                                                  |
| král Kazimír I.                      | 1310–1370   | katedrála na Wawelu v Krakově |
| Aldona Anna Litevská                 | 1311–1339   | katedrála na Wawelu v Krakově |
| Adéla Hesenská                       | 1324–1371   | Klášter Ahnaberg v Kasselu |
| Hedvika Zaháňská                     | 1350–1390   | kostel sv. Hrobu v Lehnici |
| král Ludvík I.                       | 1326–1382   | Bazilika v Székesfehérváru |
| Alžběta Bosenská                     | 1340–1387   | Bazilika v Székesfehérváru |
| královna sv. Hedvika I.              | 1373–1399   | katedrála na Wawelu v Krakově |
| král Vladislav II.                   | 1348–1434   | katedrála na Wawelu v Krakově |
| Anna Celjská                         | 1380–1416   | V apsidě wawelské katedrály v Krakově                                                                                             |
| Alžběta z Pilicy                     | 1372–1420   | katedrála na Wawelu v Krakově |
| Žofie Litevská                       | 1405–1461   | katedrála na Wawelu v Krakově |
| král Vladislav III.                  | 1424–1444   | katedrála na Wawelu v Krakově |
| král Kazimír II.                     | 1427–1492   | katedrála na Wawelu v Krakově |
| Alžběta Habsburská                   | 1437–1505   | katedrála na Wawelu v Krakově |
| král Jan I.                          | 1459–1501   | katedrála na Wawelu v Krakově, srdce v katedrále svatého Jana v Toruni                                                            |
| král Alexandr I.                     | 1461–1506   | Katedrála svatého Stanislava ve Vilniusu                                                                                          |
| Helena Moskevská                     | 1476–1513   | Pravoslavná katedrála ve Vilniusu                                                                                                 |
| král Zikmund I.                      | 1467–1548   | katedrála na Wawelu v Krakově |
| Barbora Zápolská                     | 1495–1515   | katedrála na Wawelu v Krakově |
| Bona Sforza                          | 1494–1557   | Bazilika v Bari |
| král Zikmund II. August              | 1520–1572   | katedrála na Wawelu v Krakově |
| Alžběta Habsburská                   | 1526–1545   | Katedrála svatého Stanislava ve Vilniusu                                                                                          |
| Barbora Radziwiłłovna                | 1520–1551   | Katedrála svatého Stanislava ve Vilniusu                                                                                          |
| Kateřina Habsburská                  | 1533–1572   | Hrobka v klášteře svatého Floriána, Horní Rakousy                                                                                 |
| král Jindřich III.                   | 1551–1589   | Původně v St-Corneille, od roku 1610 v Bazilice Saint-Denis u Paříže                                                              |
| král Štěpán Báthory                  | 1533–1586   | katedrála na Wawelu v Krakově |
| Anna Jagellonská                     | 1523–1596   | katedrála na Wawelu v Krakově |
| král Zikmund III.                    | 1566–1632   | katedrála na Wawelu v Krakově |
| Anna Habsburská                      | 1573–1598   | katedrála na Wawelu v Krakově |
| Konstance Habsburská                 | 1588–1631   | katedrála na Wawelu v Krakově |
| král Vladislav IV.                   | 1595–1648   | katedrála na Wawelu v Krakově, srdce v katedrále svatého Stanislava ve Vilniusu                                                   |
| Cecílie Renata Habsburská            | 1611–1644   | katedrála na Wawelu v Krakově |
| Ludovika Marie Gonzagová             | 1611–1667   | katedrála na Wawelu v Krakově |
| král Jan II. Kazimír                 | 1609–1672   | katedrála na Wawelu v Krakově |
| král Michal I. Korybut               | 1640–1673   | katedrála na Wawelu v Krakově |
| Eleonora Marie Habsburská            | 1653–1697   | Leopoldova hrobka v císařské hrobce Vídni                                                                                         |
| král Jan III. Sobieski               | 1629–1696   | katedrála na Wawelu v Krakově |
| Marie Kazimíra d’Arquien             | 1641–1716   | katedrála na Wawelu v Krakově |
| August II. Silný                     | 1670–1733   | katedrála na Wawelu v Krakově, srdce v katedrále Nejsvětější Trojice v Drážďanech                                                 |
| Kristýna Eberhardýna Hohenzollernská | 1671–1727   | Hrobka v městském kostele sv. Mikuláše v Pretzschi                                                                                |
| král Stanislav I.                    | 1677–1766   | Původně v Notre-Dame de Bon-Secours v Nancy, poté v krakovské katedrále na Wawelu                                                 |
| Kateřina Opalinská                   | 1682–1747   | Notre-Dame de Bon-Secours v Nancy, Meurthe-et-Moselle, Lotrinsko                                                                  |
| král August III.                     | 1696–1763   | hrobka zakladatelů v katedrále Nejsvětější Trojice v Drážďanech                                                                   |
| Marie Josefa Habsburská              | 1699–1757   | hrobka zakladatelů v katedrále Nejsvětější Trojice v Drážďanech                                                                   |
| král Stanislav II. August            | 1732–1798   | Původně v petrohradském katolickém kostele svaté Kateřiny, poté ve Wolczyně, nakonec v katedrále svatého Jana Křtitele ve Varšavě |